# Maurice Chaume
Maurice Chaume, né le 1er avril 1888 à Dijon (Côte-d'Or) et mort le 16 mars 1946 à Orgeux (Côte-d'Or), est un prêtre et historien de la Bourgogne.

## Biographie
Maurice Chaume naît le 1er avril 1888, à Dijon (Côte-d'Or). Il est fils et petit-fils d'enseignants. Son père était professeur d'agriculture.
Atteint d'une maladie, une endocardite, il ne peut pratiquer l'effort. Il est ordonné prêtre du diocèse de Dijon, en 1914. 
En 1938, il reçoit le camail de chanoine honoraire.
Il est professeur au grand Séminaire de Dijon, à partir de 1919.

## Œuvres
- Recherches d'histoire chrétienne et médiévale : mélanges publiés à la mémoire de l'historien avec une biographie, Dijon, Académie des sciences, arts et belles-lettres, 1947, 350 p. (lire en ligne).
- Les origines du duché de Bourgogne, vol. 2, Dijon, Académie des sciences, arts et belles-lettres de Dijon, 1925-1937.
  - Partie 1, 1925, 600 pages sur Gallica.
  - Partie 2, Fascicule 1, 1927, 382 pages sur Gallica
  - Partie 2, Fascicule 2, 1937, 816 pages sur Gallica
- « La famille de saint Guillaume de Gellone », Annales de Bourgogne,‎ 1948, p. 47-9.

### Fonds d'archives
- Fonds : Recherches de l'abbé Maurice Chaume, historien (1888-1946).  Cote : 94 J. Dijon : Archives départementales de la Côte-d'Or (présentation en ligne).